# Convento dei Cappuccini (Ragusa Ibla)
Il convento dei Cappuccini è un complesso religioso situato a Ragusa.

## Storia
La presenza dei frati Cappuccini a Ragusa risale al 1537. Il primitivo convento venne edificato accanto alla preesistente chiesa di Sant'Antonio, in prossimità del fiume Irminio, a fondo valle rispetto al centro abitato.
Lasciatolo nel 1603, ne fondarono un altro, più grande, adiacente alla chiesa di Sant'Agata. La nuova struttura venne completata  nel 1607 e nello stesso anno, i religiosi, vi si trasferirono.
Il sisma che colpì il Val di Noto, nel 1693, distrusse gran parte dell'intero complesso e ne rese inabitabile la restante. Ricostruito, venne abitato dai frati fino al 1866, quando, a causa della soppressione degli ordini religiosi, l'edificio, espropriato, divenne proprietà demaniale. Riacquistato nel 1886, il convento fu definitivamente soppresso dalla Sacra Congregazione dei Religiosi nel 1927; tuttavia, rimase in parte abitato fino agli anni '60, quando venne ceduto alla diocesi di Ragusa ed utilizzato per finalità culturali.

## Descrizione

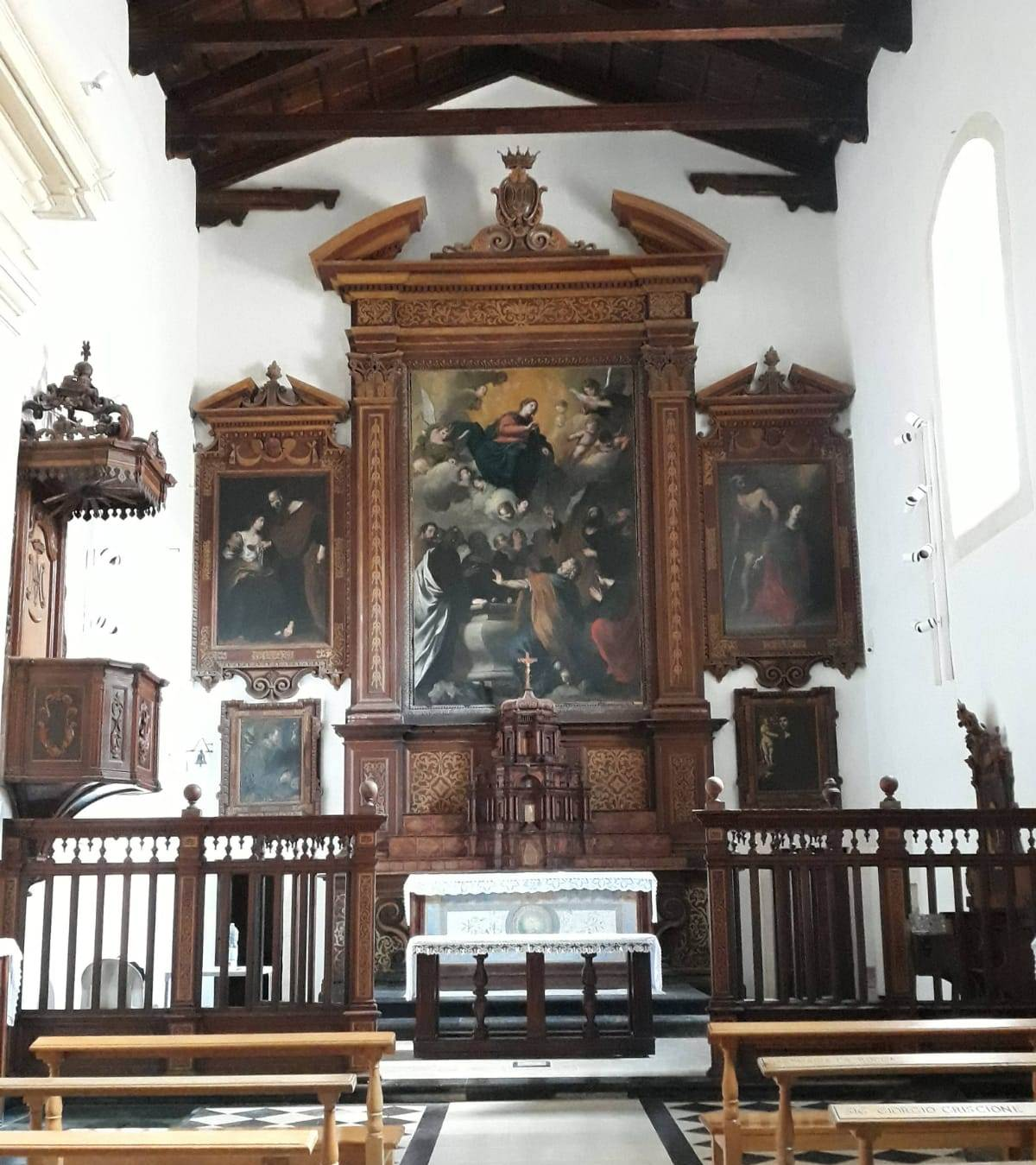
Chiesa dei Cappuccini di Ragusa Ibla

Il convento è incastonato nella splendida cornice del Giardino Ibleo, nel cuore del centro storico di Ragusa.
La chiesa, sobria, in pieno stile francescano, possiede un'unica navata e cinque altari (l'altare maggiore e due altari minori per ogni lato della navata). 
Il pregiato polittico dell'altare maggiore, si compone di cinque tele, quella centrale ritrae l'Assunzione della Vergine; a sinistra, più piccola, si trova una tela raffigurante San'Agata in carcere confortata da San Pietro; a destra si può ammirare il martirio di Santa Caterina; il trittico è opera di Pietro Novelli (1635). In appendice, sotto i quadri laterali, troviamo due piccole tele raffiguranti Sant'Antonio e San Francesco.
Il polittico si innesta all'interno di un pregiato apparato ligneo, splendido esempio dell'arte ebanistica cappuccina, che qui tocca una delle sue massime espressioni.
L'intera parete dell'altare maggiore (che comprende le cornici, l'altare e il tabernacolo) è attribuita, da alcuni autori, all'opera dei frati Girolamo e Innocenzo da Malta (inizio del XVIII sec.).
Di particolare bellezza la cornice della pala d'altare, finemente intarsiata, con fregi similoro realizzati con la paglia, elemento poverissimo, che ben rispecchia la povertà francescana, e per tale ragione, scelto dagli ebanisti cappuccini.